# Болстерланг
Болстерланг (њем. Bolsterlang) општина је у њемачкој савезној држави Баварска. Једно је од 28 општинских средишта округа Обералгој. Према процјени из 2010. у општини је живјело 1.072 становника. Посједује регионалну шифру (AGS) 9780116.

## Географски и демографски подаци
Болстерланг се налази у савезној држави Баварска у округу Обералгој. Општина се налази на надморској висини од 892 метра. Површина општине износи 20,4 km². У самом мјесту је, према процјени из 2010. године, живјело 1.072 становника. Просјечна густина становништва износи 53 становника/km².